# Sala (famiglia)
I Sala sono una nobile famiglia bresciana, una delle più potenti dalla parte guelfa. Fu fra le più antiche famiglie ascritte al patriziato bresciano, partecipante alla storia della città di Brescia dal secolo X al secolo XIX quando si estinse. Risultano tra i cosiddetti "patrizi originari" della città di Brescia. Fu sempre, assieme agli Avogadro, la più fedele famiglia alla Serenissima. 

## Origini
Uno dei primi documenti riguardanti i Sala è una donazione di Oddone Sala “clericus et ordinarius sancti Faustini de civitate Brixia”  ai monaci cluniacensi di molti beni nella bassa bresciana, in Franciacorta e in Val Camonica il 10 gennaio 1087 d.C.
Non si hanno certezze sulle origini di questa famiglia, la cui ascendenza sfuma e si confonde nell'alto Medioevo. Non riuscendo trovare documenti che ne attestino la prima effettiva nobilitazione si tende a considerare la nobiltà di questa famiglia come "ab immemorabili".
Viene inoltre considerata una delle pochissime casate "patrizie originarie" della città di Brescia, ovvero quelle famiglie che sedettero nel nobile consiglio della città prima dell'anno 1488.

Arderico, Ribaldo, Lanfranco e Giroldo Sala risultano tra coloro che sottoscrissero il trattato tra Brescia e l'imperatore Enrico VI di Svevia nel 1192 firmato a Griusbenhusen alla presenza degli arcivescovi di Magonza e di Ravenna, del vescovo di Worms ed altri conti e nobili dell’impero.
"Un’alleanza gravissima del comune di Brescia coll’imperatore: un venirsene a patti, un discendere maraviglioso di tutto l'impero a far pace coi consoli di un comune lombardo; è un chiedere, un mendicare di tutti quant’ erano li principi di Svevia l’aiuto e l’amicizia della nostra città, condottivi probabilmente da que’ due sensi che ottenebravano in quel tempo la maestà ghibellina: il bisogno e la paura."

Storie bresciane dai primi tempi sino all'età nostra narrate da Federico Odorici.
I Sala furono firmatari del patto di unione con la Serenissima repubblica di Venezia (1426) e presenti nella "matricola malatestiana" redatta da Pandolfo Malatesta nel 1406.
Come altre famiglie nobili del tempo, molti membri della famiglia Sala ricoprirono la carica di podestà in varie città d'Italia.

### Podestà appartenenti alla famiglia Sala
- Arderico I che fu podestà di Lodi (1183); Cremona (1186-1188) e Bologna (1194).[3]
- Alberto podestà di Cremona nel 1186.[3]
- Giroldo podestà a Mantova nel 1214 e Bologna 1250.[3]
- Bonifacio podestà di Milano 1247-1248, e Bologna 1251.[3]
- Lanfranco, podestà di Pozzolengo (1253); Bornato podestà di Brescia e di Mantova.[3]
- Alberto, podestà a Piacenza (1264).[3]
- Bresciano podestà di Reggio Emilia (1277), di Cremona (1284) e di Piacenza (1285).[3]
- Alberico, podestà di Firenze (1297).[3]
- Ubertino senatore romano podestà di Firenze (1298), e di Siena (1300) e ancora di Firenze (1322).[3]
- Bertoldino podestà di Siena (1314).[3]
- Orlandino podestà di Siena (1329), di Vicenza (1333-1334), di Firenze (1338), di Modena (1340).[3]
- Giovanni era nel 1475 podestà di Trento.[3]
- Apollonio podestà di Lonato 1488.[3]
- Lanfranco de Salis, podestà di Pozzolengo nel 1253.[3]

Peculiare caratteristica della famiglia Sala fu quella di tramandare di padre in figlio la carica di podestà di alcune città italiane, fatto alquanto raro riguardo a questo tipo di ufficio medioevale, in quanto solitamente la carica di podestà non era ereditaria.

## Dedizione alla causa guelfa
Numerosi furono i sacerdoti Sala, tra cui Oddone Sala, chierico canonico della chiesa di San Faustino ad Sanguinem in Brescia (S. Afra). Il più noto tra tutti fu Cavalcano Sala, vescovo di Brescia. Di notevole importanza è il profondo e immancabile sostegno che i Sala diedero sempre, nel corso dei loro settecento anni di storia, alla Chiesa cattolica, attraverso numerose donazioni e opere di carità, volte a sostegno della parte guelfa, di cui essi furono, insieme ai Maggi, dal XI secolo al XIV secolo i più potenti ed importanti esponenti a Brescia.
Durante il XIV secolo, la famiglia si espanse con molti rami cadetti che, secondo quanto riportato dal mons. Fè d'Ostiani, furono nel loro momento di apice quindici.

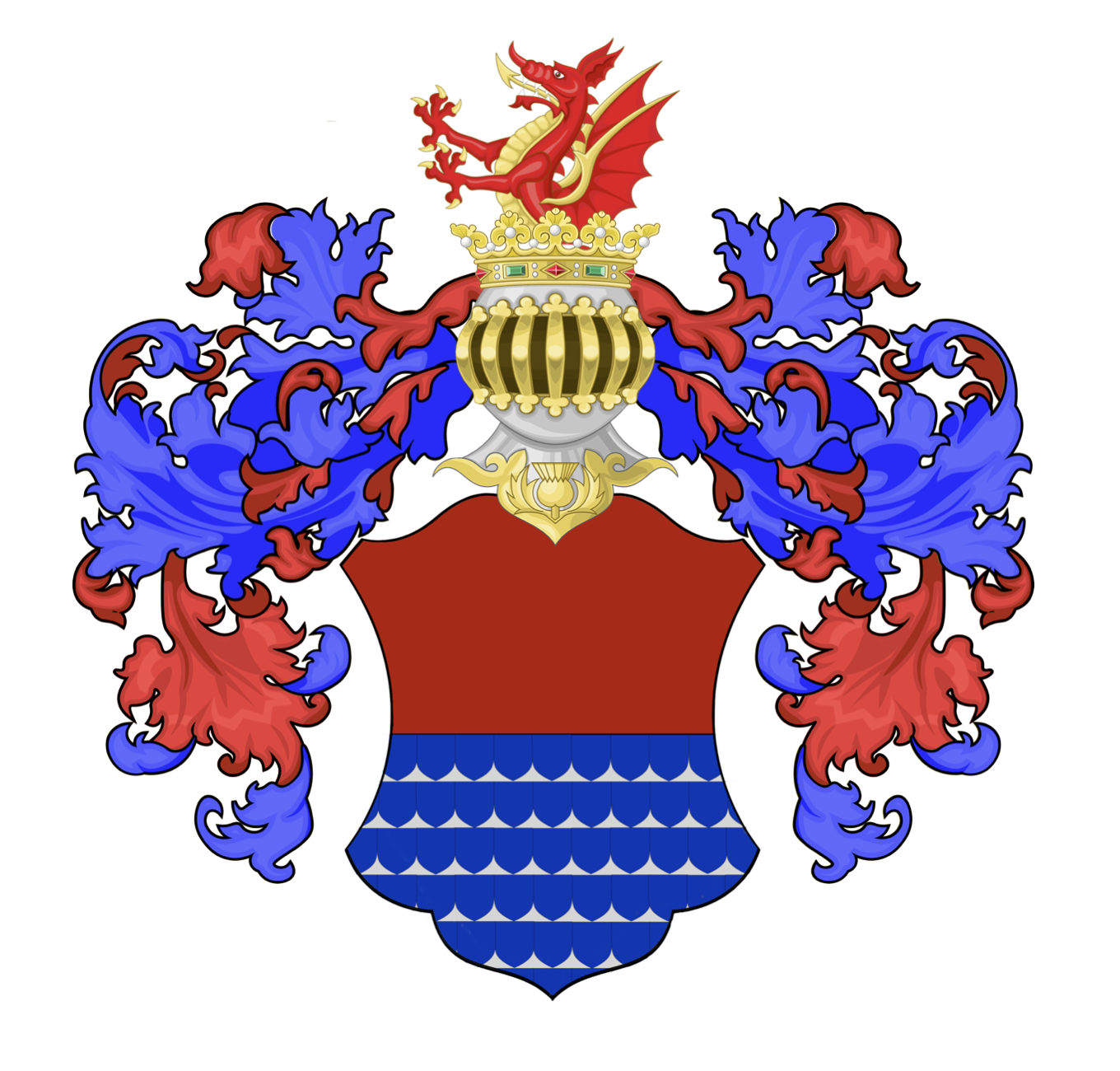
Stemma completo della famiglia Sala

(Fausto Lechi)

## Possedimenti e feudi
I Sala ebbero vasti possedimenti a Gussago, Castegnato, Cologne e Orzinuovi. In parecchie fonti e archivi compaiono le molte costruzioni di canali di irrigazione, compiute dalla famiglia per migliorare la produzione della proprietà fondiaria; canali di irrigazione che ancora ad oggi vengono utilizzati.
Ebbero a Padernello proprietà e diritti feudali che cedettero nel 1391 a Prevosto III Martinengo, da cui poi prese origine il ramo dei Martinengo di Padernello.
Particolare successo ebbe il ramo dei Sala che possedeva vaste proprietà in Franciacorta, e in Clusane il castello che fu del Carmagnola; oltre ai diversi beni venne posseduta la titolarità delle rendite di Clusane, concessa dal vescovo di Brescia, rendendo de facto questi Sala effettivi feudatari del borgo. Proprio da questo ramo discese Orlandino Sala, che con testamento, nel 1517, obbligò i suoi eredi a costruire una piccola chiesa alla "punta" di Clusane per espiazione dei peccati che commise durante la vita. Tale chiesa venne dedicata a San Rocco ed è stata ristrutturata nel 2021.

## Fedeltà alla Serenissima Repubblica di Venezia
Se nel corso del XIII e XIV secolo la causa guelfa venne a mancare, non venne meno il sostegno dei Sala alla Chiesa che continuò con elargizioni e prodiga beneficenza, ricordata in vari archivi parrocchiali nel bresciano. Perduti gli ideali e gli interessi guelfi,  la famiglia virò verso il sostegno alla Repubblica di Venezia, supporto comprovato anche dalla firma che i Sala apposero sull'atto di dedizione di Brescia a Venezia del 1426, con il quale i nobili bresciani giurarono fedeltà in eterno alla Repubblica di Venezia nelle mani del conte di Carmagnola.
Questa indefessa lealtà alla Serenissima fruttò ai Sala l'ascrizione al Patriziato Veneto, con il susseguente titolo di "Patrizi Veneti" che permise di elevare ancor più la posizione della famiglia nell'aristocrazia bresciana. Fu proprio nel corso del XVII secolo, anche grazie all'ascrizione al patriziato veneto, che venne raggiunto l'apice della gloria familiare.

### Servitori della Serenissima
La fedeltà alla Serenissima venne comprovata dalla partecipazione di molti dei Sala alle guerre effettuate dalla Repubblica di Venezia contro i turchi. Tra i più notabili servitori della Serenissima si ricordano:
- Prospero, partecipò alla battaglia di Lepanto, imbarcato sulla nave di Sebastiano Venier con il grado di colonnello, morì durante la battaglia;
- Taddeo che morì sul campo di battaglia in Istria combattendo eroicamente contro i turchi nel 1616;[2]
- Un altro Taddeo Sala che nel 1616 comandò un reggimento di mille uomini dati da Brescia a Venezia per la guerra di Grandisca e che morì intrepidamente nella difesa di Candia nel 1656;[2]
- Marcantonio, generale dell'esercito della Serenissima repubblica di Venezia fino alla sua morte nel 1735.[1][2]

## Estinzione
Con l'estinzione di molti rami della famiglia, i beni familiari andarono nel corso degli anni disperdendosi in eredità ad altre famiglie nobili. Alla fine del XVIII secolo ormai rimasero solo un paio di rami della famiglia ancora viventi. Si deduce quindi che tra i secolo XVII e il secolo XVIII si estinsero almeno tredici rami della famiglia.
Marcantonio Sala, generale della Serenissima, ultimo esponente di un ramo della famiglia (*1667, †1735) lasciò come eredi universali dei beni del suo casato i figli di sua sorella, ovvero i nobili Mondella, nella persona di Luigi III Mondella. La sua tomba monumentale si trova nella chiesa di San Giuseppe a Brescia.
La famiglia si estinse, nel suo ultimo ramo noto, sul finire del XIX secolo.